# Ireneusz (Banushi)
Ireneusz imię świeckie Ilia Banushi, gr. Ηλίας Μπανούση (ur. 18 sierpnia 1906 w Szkodrze, zm. 25 listopada 1973 w Tiranie) – albański biskup prawosławny, więzień sumienia.

## Życiorys
Pochodził z rodziny o korzeniach wołoskich, która w 1895 przeniosła się z Rumunii do Albanii. Był najmłodszym synem Nikolli Banushiego i Nedy. W 1925 ukończył prowadzone przez franciszkanów gimnazjum w Szkodrze. Kolejnym szczeblem jego edukacji było seminarium prawosławne w Cetinju, które ukończył w 1931. W 1938 ukończył studia teologiczne na Uniwersytecie Belgradzkim i powrócił do Albanii. Do 1939 uczył teologii w seminarium im. Apostoła Pawła, a także łaciny i historii w jednym z gimnazjów w Tiranie. Pisał też artykuły do czasopism: Predikimi i Jeta Kristiane.
Uznany za osobę politycznie niepewną w sierpniu 1939 został aresztowany przez włoskie władze okupacyjne i uwięziony w Szkodrze, a następnie internowany w pobliżu Mantui. Powrócił do Tirany w czerwcu 1940 i wrócił do pracy nauczyciela szkoły średniej. W styczniu 1942 został mianowany archimandrytą, w tym samym roku został wyświęcony na biskupa w klasztorze św. Nauma. Po reorganizacji struktur kościelnych w lipcu 1942 został ordynariuszem diecezji Struga-Prespa. W czasie sprawowania urzędu unikał wystąpień publicznych, skupiając się na pisaniu dzieł o tematyce pastoralnej. 
Po przejęciu władzy przez komunistów w 1944, granice diecezji albańskich powróciły do stanu sprzed 1942. Banushi miał być przeniesiony na południe Albanii i kierować diecezją w Gjirokastrze. Objęcie diecezji zablokowały władze komunistyczne, dążąc do wyznaczenia kogoś w pełni wobec nich lojalnego. Banushi nie zrezygnował i próbował kierować diecezją z Tirany, gdzie rezydował.
Aresztowany 28 października 1946, w kwietniu 1947 stanął przed sądem wojskowym. Otrzymał wyrok pięciu lat więzienia, za współpracę z okupantem. Przez dwa lata przebywał w więzieniu w Tiranie. Opuścił je w wyniku amnestii 28 kwietnia 1949, wycieńczony gruźlicą, na którą w tym czasie zachorował. 
Publicznie wypowiadał się przeciwko pozbawieniu Kristofora Kisiego zwierzchnictwa nad Kościołem, uznając takie działania za niekanoniczne. Po podleczeniu został ponownie aresztowany i internowany w jednym z klasztorów w Durrësie. Warunkiem powrotu do życia publicznego była rezygnacja z sakry biskupiej, do czego namawiali go funkcjonariusze Sigurimi. Banushi odmówił i 22 sierpnia 1952 został ponownie aresztowany i skazany na pięć lat więzienia. Po odbyciu kary w 1957 został internowany w klasztorze Ardenica, gdzie miał pełnić posługę jako zwykły ksiądz. 
W 1967 Albanię ustanowiono państwem ateistycznym, zakazując prowadzenia praktyk religijnych. Grupa uczniów z miejscowej szkoły pod kierunkiem nauczyciela zaopatrzona w kilofy i łopaty skierowała się w stronę klasztoru w Ardenicy, aby go zniszczyć. Poproszony o pomoc przez zakonników Banushi przemówił do uczniów, przekonując ich aby nie niszczyli jednego z najcenniejszych zabytków Albanii. Po zrzuceniu sukni duchownej, Banushi zamieszkał w Lushnji, gdzie pracował jako magazynier przy budowie linii kolejowej, a potem jako księgowy w bazie transportowej. 18 listopada 1973 przywieziono go do Tirany w stanie krytycznym (cierpiał na gruźlicę). Zmarł tydzień później.
Imię Banushiego nosi jedna z ulic w Fierze.